# Обършани
Обършани или Обършени (на македонска литературна норма: Обршани) е село в Северна Македония, община Кривогащани.

## География
Селото е равнинно, разположено в областта Пелагония.

## История
В сиджил от 1620 – 1621 година е отбелязано, че 7 ханета (домакинства) в Обършани дължат военния данък нузул за османския поход срещу Полша.
В XIX век Обършани е изцяло българско село в Битолска кааза на Османската империя. Църквата „Свети Никола“ е от първата половина на XIX век. Според статистиката на Васил Кънчов („Македония. Етнография и статистика“) от 1900 година Обършани наброява 540 жители, всички българи християни. Според Никола Киров („Крушово и борбите му за свобода“) към 1901 година Обършани има 75 български къщи.
На Етнографската карта на Битолския вилает на Картографския институт в София от 1901 година Обършани е чисто българско село в Битолската каза на Битолския санджак с 65 къщи.
В началото на XX век жителите на селото са под върховенството на Българската екзархия. По данни на секретаря на екзархията Димитър Мишев („La Macédoine et sa Population Chrétienne“) през 1905 година в Обършани има 448 българи екзархисти. Към 1906 – 1907 година енорийски свещеник в селото е Павел Николов.
При избухването на Балканската война в 1912 година 3 души от селото са доброволци в Македоно-одринското опълчение.
Според преброяването от 2002 година селото има 793 жители северномакедонци.

## Личности
Родени в Обършани
- Богдан Дамчевски, български революционер, участник в Илинденско-Преображенското въстание[10]
- Гьро Кочо, българин, православен, арестуван преди април 1904 година, обвинен в „разбунтуване и включване в българската разбойническа група, която я нападнала Крушевската нахия“, осъден от Извънредния съд на 5 години каторга, лежал в Битолския затвор, амнистиран с общата амнистия от 12 април 1904 година[11]
- Даме Евтинджийоски, български революционер, участник в Илинденско-Преображенското въстание[10]
- Диме Смугрев (1871 – 1906), български революционер
- Диме Ченовски, български революционер, участник в Илинденско-Преображенското въстание[10]
- Драган Андрески (р. 1950), северномакедонски офицер, генерал-лейтенант
- Йоанче Димчевски, български революционер, участник в Илинденско-Преображенското въстание[10]
- Недан Николов, български революционер, участник в Илинденско-Преображенското въстание[10]
- Никола (Николе) Гола-вода, български революционер, четник при Пито Гули през 1903 година[12][10]
- Нове Неданов Янкулев Смугре (1868 – 1903), български революционер от ВМОРО[10]
- Нове Ристе, българин, православен, арестуван преди април 1904 година, обвинен в „разбунтуване и включване в българската разбойническа група, която я нападнала Крушевската нахия“,[11] осъден от Извънредния съд на 5 години каторга, лежал в Битолския затвор, амнистиран с общата амнистия от 12 април 1904 година[13]
- Павле Пасковски, български революционер, участник в Илинденско-Преображенското въстание[10]
- Петре Дърлески, български революционер, участник в Илинденско-Преображенското въстание[10]
- Петре Тютун, български революционер, четник при Пито Гули през 1903 година[14][10]
- Саве Ане, българин, православен, арестуван преди април 1904 година, обвинен в „разбунтуване и включване в българската разбойническа група, която я нападнала Крушевската нахия“, осъден от Извънредния съд на 5 години каторга, лежал в Битолския затвор, амнистиран с общата амнистия от 12 април 1904 година[13]
- Стане Стоян, българин, православен, арестуван преди април 1904 година, обвинен в „разбунтуване и включване в българската разбойническа група, която я нападнала Крушевската нахия“, осъден от Извънредния съд на 5 години каторга, лежал в Битолския затвор, амнистиран с общата амнистия от 12 април 1904 година[13]
- Стоян Йончов Талев, български революционер[15]

- Христо Шарковски, български революционер, участник в Илинденско-Преображенското въстание[10]